# Gros œuvre
 (juin 2024).
Si vous disposez d'ouvrages ou d'articles de référence ou si vous connaissez des sites web de qualité traitant du thème abordé ici, merci de compléter l'article en donnant les références utiles à sa vérifiabilité et en les liant à la section « Notes et références ».
Ne doit pas être confondu avec Grossœuvre.

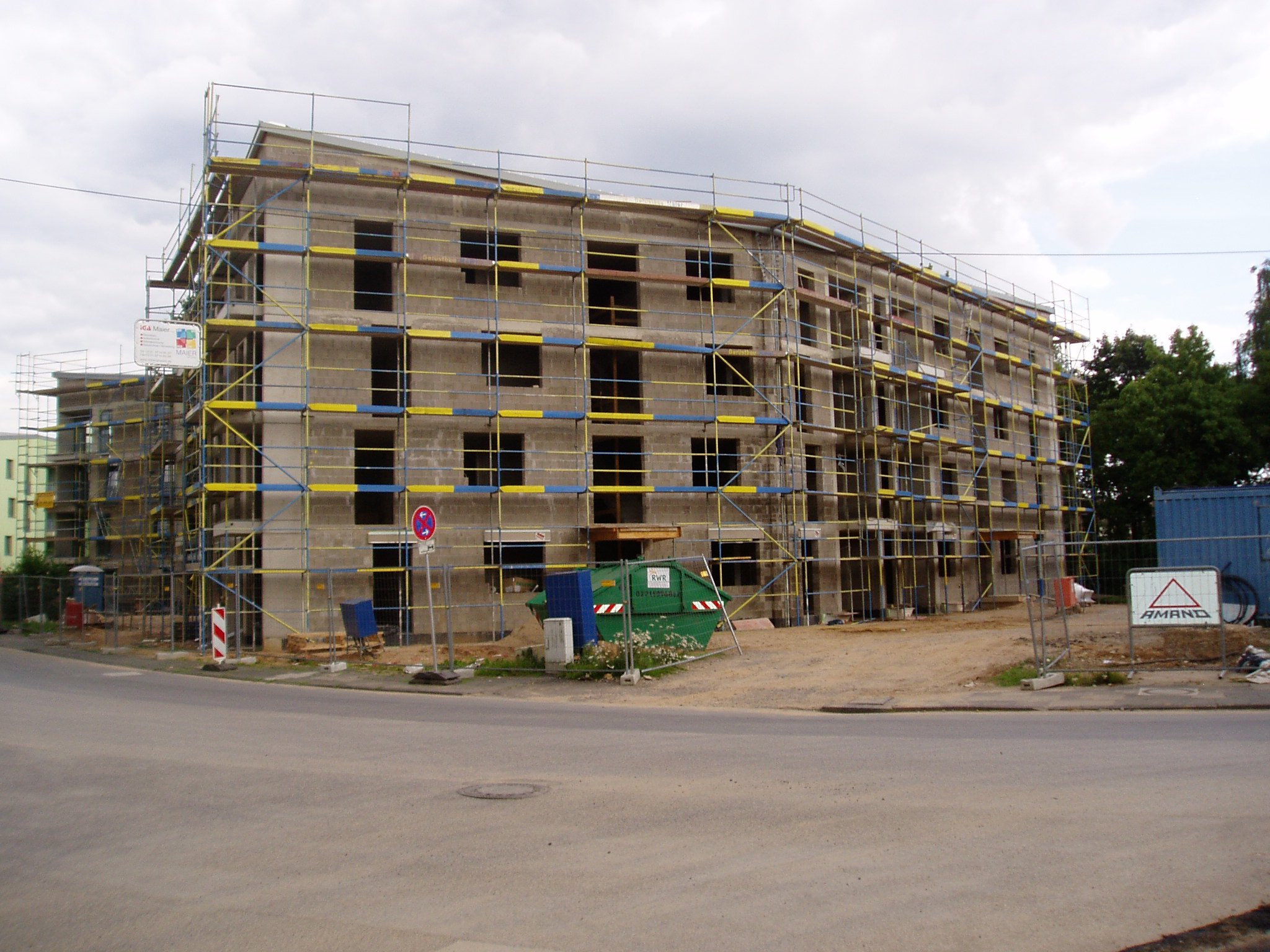
Le gros œuvre illustré dans la construction d'un bâtiment.

Le gros œuvre est l'ensemble des éléments de construction d'un édifice qui lui assure la reprise de tous les efforts subis, soit en permanence (le poids propre de l'édifice), soit temporairement, de manière variable (vent, neige, séisme, tassement du sol) ou même, éventuellement, accidentelle (chocs, incendie). Le gros œuvre rassemble tout ce qui concourt à la solidité, à la stabilité de l'édifice : fondations, murs porteurs, poteaux, poutres, planchers entre les étages, etc. Une partie des auteurs de référence incluent la charpente de toiture dans le gros œuvre, les autres l'excluent.
Dans une construction, le gros œuvre se complète du second œuvre qui est constitué de tous les autres ouvrages qui s'appuient sur lui : isolation, cloisons, revêtements, cheminées, agencements, équipement, etc.
En droit français, déjà au XVIIe siècle, le constructeur est tenu de garantir les ouvrages de gros œuvre pendant dix ans (garantie décennale). Le nu-propriétaire est tenu de les entretenir. Le gros œuvre auquel s'ajoutent la couverture, les menuiseries extérieures et tous les ouvrages participant à l'étanchéité, fournit « le clos et le couvert » qui fait l'objet de droits spécifiques. La distinction juridique entre « gros ouvrage » et « menu ouvrage » n'a plus cours.

## Généralités
Le gros œuvre d’un ouvrage consiste en la construction de son ossature qui permettra la reprise des efforts subis par le bâtiment construit ainsi que le maintien de la stabilité de l’édifice.
Le XVIIIe siècle n'établit pas de distinction véritable entre « ouvrage » et « œuvre ». Ce sont des termes synonymes. L'ouvrage renseigne éventuellement sur l'objet final, et l'œuvre sur la manière d'y parvenir, son exécution (distinction que l'on retrouve en construction dans les termes « maître d’œuvre », qui désigne les parties chargées de la réalisation, les entreprises et le « maître d’ouvrage » qui désigne le propriétaire de l'ouvrage). On dit « mettre en œuvre », c'est-à-dire employer quelque matière, lui donner une forme, et la mettre en place.
D'autre part, on dit hors œuvre lorsqu'on prend les mesures de quelque partie de dehors en dehors, comme d'un pavillon ; dans œuvre, lorsqu'on prend les mesures de quelque partie du dedans, comme d'une chambre ; sous œuvre se dit d'un bâtiment qu'on soutient par des chevalements et dont on reconstruit les fondements; c'est le reprendre en sous œuvre.
On distingue également les gros et les menus ou légers ouvrages. Les gros ouvrages sont ceux qui sont faits en pierres, en moellons ou en briques ; les légers ouvrages sont ceux qui sont faits avec le plâtre : le plâtre seul, ou le plâtre avec la latte ; ainsi sont faits les crépis, enduits et tuyaux de cheminées, les aires de planchers, les plafonds, les hourdages et ravalements de cloisons et pans de bois, les corniches, entablements, moulures, plinthes, bandeaux, toutes saillies, et enfin, les divers scellements, etc.
Au XXe siècle le gros œuvre est constitué de la partie du bâtiment qui assure la fonction structurale. Ce qui n'en fait pas partie constitue le second œuvre. On parle de gros œuvre fermé, le gros œuvre complété de tout ce qui ferme le bâtiment (parement, châssis, toiture) et le met à l'abri des intempéries.
Le gros œuvre peut-être subdivisé entre sa partie enterrée (hors ouvrages de fondation) appelée « infrastructure » ou « soubassement », et la partie hors-sol appelée « superstructure » ou « élévation ».

### Caractéristiques
Cette ossature se fait le plus souvent pour les petites superstructures en pierre, en bois, en terre cuite ou crue, en parpaing. Pour les structures plus importantes, elle se fait en béton armé qui peut être enterré et qui est un matériau très répandu en Europe. Une structure comportant de grandes portées pourra comporter des éléments de béton précontraint ; on augmente ainsi la légèreté du bâtiment par rapport au béton non précontraint en ayant la résistance et la solidité qui sont requises. Les superstructures importantes se font aussi en charpente métal ou bois lamellé-collé, deux structures plus légères que le béton, et qui sont aussi très utilisées.
La tenue au feu, qui est un des éléments de choix de structure, est dans l'ordre de sécurité croissante : le métal, le bois, le béton.
L’ossature des ouvrages est calculée pour effectuer la « descente des charges » reçue par l'ouvrage.

### Mise en œuvre
Le gros œuvre débute dès la réception des fondations en terrassement profond, pieux, puits, cuvelage. Les fondations superficielles qui ne font pas appel à des techniques particulières sont construites par les équipes de gros œuvre.
Pour donner ses formes à un ouvrage de béton armé, les équipes de gros œuvre utilisent des coffrages dans lesquels ils mettent en place les armatures puis coulent le béton.
Des grues sont utilisées pour positionner les éléments des structures béton préfabriqué ou métalliques, déplacer les outils de coffrage et pour approvisionner les zones du chantier en matériaux. Pour respecter une enveloppe économique, un chantier doit optimiser son planning, ses outils et ses dépenses de personnel.
Le second œuvre succède normalement à la confection du gros œuvre, cependant dans certains cas particuliers, les éléments d'équipement doivent être mis en place pour des raisons techniques ou économiques en ayant un support fourni alors que le gros œuvre n'est pas totalement achevé (boîte non encore fermée).

### Disposition du gros œuvre du bâtiment
La disposition d'un corps secondaire de construction par rapport à l'ouvrage principal est désignée par les termes :
- « dans œuvre » si le corps est construit totalement dans le périmètre du corps principal et se distingue de lui (tour dépassante par exemple) ;
- « demi hors œuvre » si le corps est construit en dépassant à moitié du périmètre du corps principal (escalier demi extérieur par exemple) ;
- « hors œuvre » si le corps est construit accolé ou complètement hors du périmètre du corps principal (portail extérieur par exemple).

### Types d'ouvrage
L’ossature des ouvrages se décompose généralement : 
- en éléments verticaux : 
  - voiles (terme technique pour les murs béton mince),
  - poteaux béton ou métal ou mixtes pour les bâtiments,
  - piles pour les ponts ;
- en éléments horizontaux : 
  - poutres,
  - dalles planchers à l'exception des dalles sur sol qui sont considérées comme du revêtement, paliers, balcons, terrasses pour les bâtiments,
  - tabliers pour les ponts ;
- en éléments à surface oblique :
  - voûtes,
  - les coques (béton projeté) non décomposables en portions de plan, à la fois murs et toit,
  - les enveloppes en structures tendues.

## Propriétés physiques
Le poids de l'édifice, l'usage que l'on en fait, les contraintes climatiques constituent les charges que la structure doit transmettre. Le gros œuvre doit être rigide.
Il subit normalement :
- un effort d'écrasement : la compression de ses éléments verticaux. La mise en compression est la phase « fini et meublé » du bâtiment nouveau ;
- un effort fléchissant : le fléchissement des éléments horizontaux subissant leur poids propre et en recevant à transmettre vers leurs supports verticaux ;
- un effort d'arrachement de face : la traction des éléments tendus, de charpente par exemple ;
- un effort d'arrachement latéral : le cisaillement de ses éléments rapportés collés ou rivetés subissant une traction ou une compression latérale.

Il peut subir des déformations qui sont des désordres de structure à reprendre :
- le poinçonnement possible des éléments de faible surface subissant une charge : déformation possible d'écrasement des supports de poutre, des semelles de poteaux, par exemple ;
- le flambement ou flambage possible des éléments verticaux subissant une surcharge par rapport à leur section (inertie) : déformation possible de poteaux en arc de cercle, en S, par exemple ;
- la striction possible des éléments tirants subissant une surtraction : déformation localement possible avec diminution de section des haubans étirés par exemple ;
- le fluage possible des éléments à composition granulaire trop comprimés en surcharge : érosion possible de pierre de grès, de béton par exemple.

## La tenue du gros œuvre dans le temps
Le gros œuvre peut subir ce qui est considéré comme une « usure par le temps » en fonction de sa nature de matériaux et de l'environnement dans lequel il est mis : par exemple les pierres de tuffeau et de grès soumises à l'atmosphère corrosive urbaine et au cycle du gel-dégel, le pisé soumis aux cycles sécheresse-humidité, le béton de mâchefer subissant la forte humidité, les structures métalliques en atmosphère humide saline de bord de mer.
Le gros œuvre ne fournit pas systématiquement un support qui est peut-être considéré comme intemporel. Le gros œuvre au cours des temps historiques peut être sur-employé, la structure faire l'objet d'ajouts successifs en hauteur et sur ses côtés avec les murs mitoyens qui sont utilisés, avec les appentis.
La forme donnée au gros œuvre avec ses matériaux fournit à l'édifice le volume et l'aspect initiaux. Le gros œuvre positionne donc l'édifice dans le temps, a une signature architecturale et, par là, génère son fort intérêt culturel qui s'ajoute à son côté strictement fonctionnel. La décision d'en faire l'objet de rénovation ou de reconstruction totale ou partielle est donc complexe, et dépasse dans la plupart des cas le simple cadre de la propriété et de l'usage individuel.
Lorsque le gros œuvre qui compose la structure souffre de défauts dus à la malfaçon constatée ou à la dégradation dans le temps, une « reprise en sous œuvre » est faite, elle reprend la structure et parfois ses fondations. Ce peut être une consolidation d'une zone, (emploi de résines pour du béton dégradé, réfection de charpente métal, par exemple). Ce peut être la démolition partielle de la structure et sa reconstitution s'il s'agissait d'un défaut de mise en œuvre. Ce peut être une mise en une forme plus adaptée de la structure s'il s'agissait d'un défaut de structure qui avait été calculé par le bureau d'étude ou l'architecte. Ce peut être un renfort des fondations par un re-dimensionnement de celles-ci ou l'utilisation d'éléments supplémentaires de fondation profonde s'il s'agit d'une déformation due à des tassements différentiels du terrain. Certaines de ces reprises utilisent des éléments à géométrie variable (systèmes type vérins de mise à niveau).